# Дун Циу
Дун Циу (кит. 董其武, пиньинь Dǒng Qíwǔ; 27 ноября 1898 года — 3 марта 1989 года) — государственный и военный деятель КНР, генерал-лейтенант НРА (1937), генерал КНР (1955).

## Биография
Родился в уезде Хэцзинь провинции Шаньси.
В 1919 году поступил в созданную Янь Сишанем учебную воинскую группу. В 1924 году начал службу в армии. Первоначально служил в войсках Лю Чжэнхуа. Позднее присоединился к Национально-революционной армии и принял участие в Северном походе. После этого присоединился к армии Фу Цзои. Начиная с Манчжурского инцидента, принимал активное участие в войне с японскими интервентами в таких сражениях как, Оборона Великой Китайской стены и битва при Байлинмао. В 1937 году был произведён в генерал-лейтенанты, приняв командование 102 дивизией, и участвовал в Пинсингуаньском сражении.
С 1940 года в разное время в должности генерал-лейтенанта руководил 3-м корпусом, 4-м кавалерийским корпусом, 35-м корпусом.
С октября 1946 года губернатор и командующий провинцией Суйюань, позднее стал заместителем командующего Северо-Западного военного и политического бюро. 19 сентября 1949 года объявил о мирном освобождении провинции Суйюань.
С 1951 года принял участие в Корейской войне в качестве командующего 23-го корпуса Китайских народных добровольцев.
С 1953 по 1958 годы командующий 69-й армией НОАК.
Был делегатом Всекитайского собрания народных представителей с первого по пятый созыв и членом Постоянного комитета Всекитайского собрания народных представителей четвёртого и пятого созыва. Член 1-го и с 3-го по 6-й созывы Народного политического консультативного совета Китая, при этом в пятом и шестом созывах занимал должность вице-председателя. Входил в состав с 1-го по 3-й созыв Государственного комитета обороны.
24 января 1980 года официально вступил в Коммунистическую партию Китая.